# Eduard Zetsche
Eduard Zetsche (* 21. Dezember 1844 in Wien; † 26. April 1927 ebenda) war ein österreichischer Landschafts- und Vedutenmaler der Düsseldorfer Schule. Er betätigte sich auch als Schriftsteller und Illustrator von Reisebeschreibungen.

## Leben
Neben seinem Beruf als Bankangestellter nahm Zetsche Malunterricht bei Robert Russ und Emil Jakob Schindler. Nachdem ihn seine Bank infolge des Gründerkrachs von 1873 entlassen hatte, trat er 1874 ein Studium der Malerei an der Akademie der bildenden Künste Wien unter Eduard Peithner von Lichtenfels an. Unzufrieden mit dessen Unterricht wechselte er 1878 an die Kunstakademie Düsseldorf, wo er bis 1880 ein Schüler von Eugen Dücker war. Dessen Landschaftsmalerei hatte die Spätromantik überwunden und war vom Naturalismus geprägt. An der Düsseldorfer Akademie unterrichtete ihn auch Carl Ernst Forberg. Nach Wien zurückgekehrt hatte er vor allem durch Aquarelle sowie Tusch- und Federzeichnungen Erfolg, die Motive aus der Umgebung Wiens aufnahmen und ihm den Ruf eines „Bach- und Burgenmalers“ eintrugen. Darüber hinaus malte er Ansichten aus den Gegenden um Stift Heiligenkreuz und an der Leitha sowie Ansichten aus dem Waldviertel und der Wachau, aus Tirol, Deutschland und Italien. Bald ging er dazu über, Aufsätze und Reiseberichte zu schreiben, sie zu illustrieren und in Buchform zu veröffentlichen. Später schuf er auch Blumenbilder.
Zetsche war Mitglied der Genossenschaft der bildender Künstler Wiens und in diesem Rahmen Mitglied des Ausstellungskomitees der 3. Internationalen Ausstellung 1894. Er beschickte eine Reihe von Ausstellungen, insbesondere Ausstellungen des Münchener Glaspalastes sowie in Düsseldorf und Berlin. Für sein Bild Altes Städtchen am Main erhielt er 1914 die „Kleine Goldene Staatsmedaille“. Am 23. Dezember 1924 machte ihn die Stadt Wien zu ihrem Ehrenbürger. Am 1. April 1927 wurde sein Grab auf dem Wiener Zentralfriedhof (Graf 33F/2/7) als Ehrengrab gewidmet. Außerdem ehrte die Stadt Wien ihn am 7. November 1956 durch die Benennung der Zetschegasse im Stadtteil Inzersdorf.

## Werke (Auswahl)

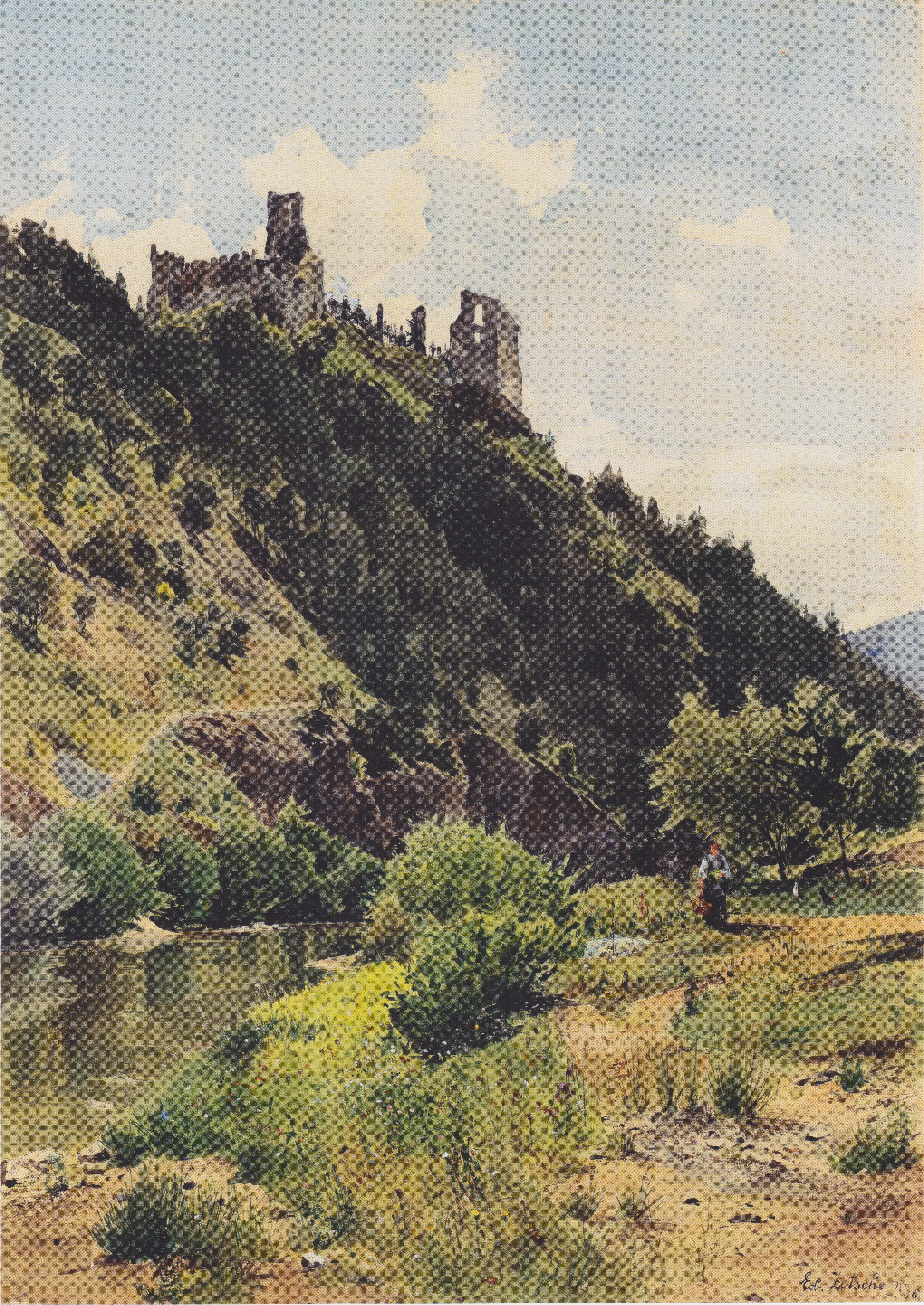
Ruine Senftenberg, 1886

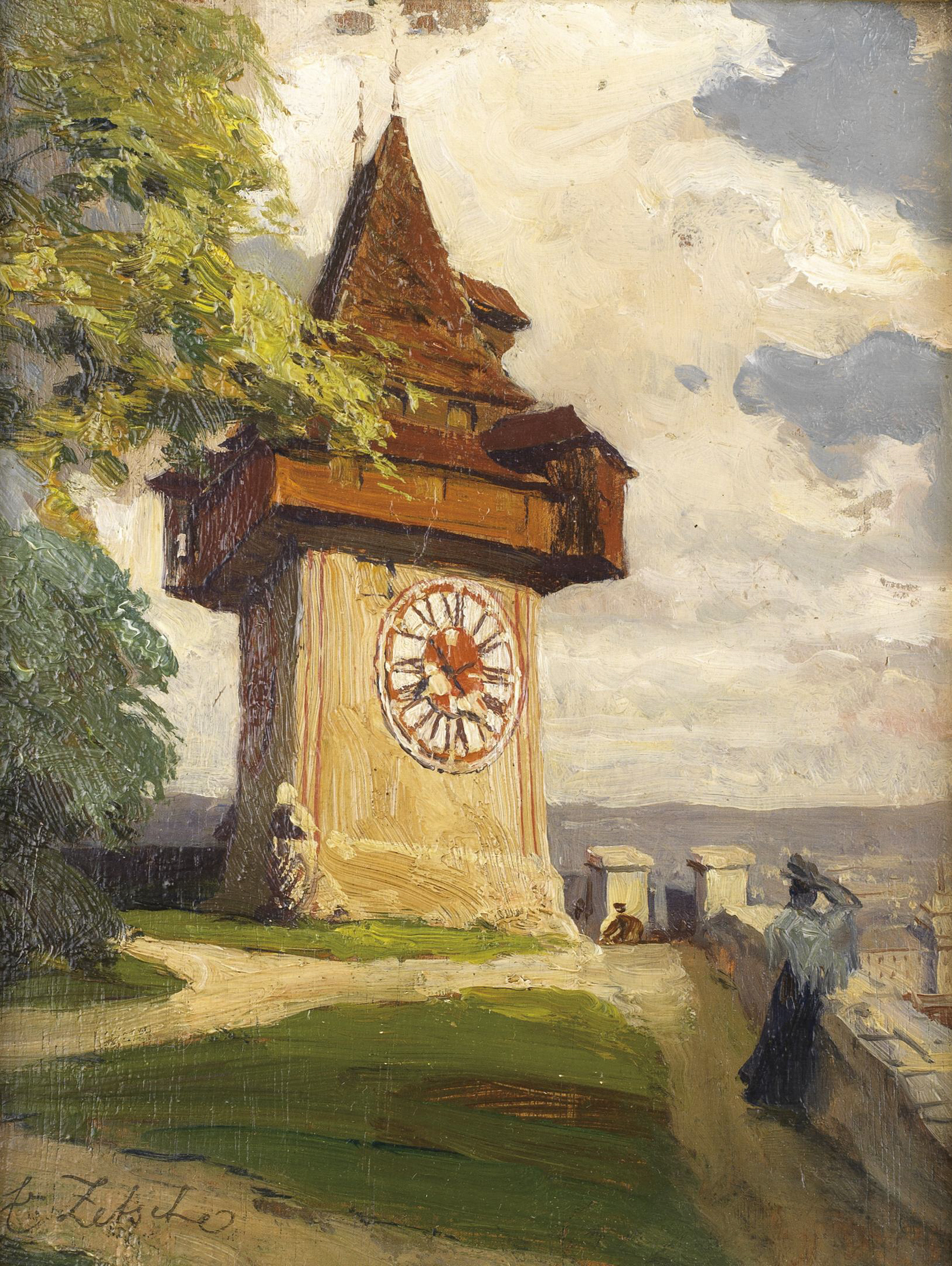
Grazer Uhrenturm

### Bilder
- Ruine Senftenberg, Aquarell, 1886
- Junistrauss, 1907
- Motiv aus Randersacker, 1912
- Altes Städtchen am Main
- Blätter in blauer Vase, 1925
- Grazer Uhrturm, Ölgemälde

### Schriften
- Aus den Umgebungen Wiens. Schilderungen und Bilder. Deutsche Verlags-Anstalt, Stuttgart / Leipzig / Berlin / Wien 1894.
- Bilder aus der Ostmark. Ein Wiener Wanderbuch. A. Edlinger’s Verlag, Innsbruck 1902.